# 町田有沙
町田 有沙（まちだ ありさ、1996年1月10日 - ）は日本のグラビアアイドル。
趣味：ゲーム、サーフィン、ショッピング。

## 出演

### インターネット
- 町田有沙のArisa World[3]（2012年1月-、Akiba.TV）

## 作品

### 写真集
- 永遠の妹（2011年1月27日、マイウェイ出版、撮影：安藤青太）ISBN 978-4861357633

### ミュージックビデオ
- PEACE アリサ[4]（2012年6月29日、リアライズ/TORO）

## ユニット活動
- HoneyBunch - 山田菜緒とのユニット
- POSH - 町田有沙，香月摩由，藍川みなと，野上貴子